# Điện mặt trời Vĩnh Tân
Điện mặt trời Vĩnh Tân là nhóm nhà máy điện mặt trời xây dựng trên vùng đất xã Vĩnh Tân huyện Tuy Phong tỉnh Bình Thuận .
Điện mặt trời Vĩnh Tân 1 có công suất lắp đặt 6,2 MW, khởi công tháng 12/2018, hoàn thành tháng 2/2019, sản lượng điện hàng năm khoảng 10,5 triệu kWh. Nhà máy đặt trong khuôn viên Trung tâm Điện lực Vĩnh Tân .
Điện mặt trời Vĩnh Tân 2 có công suất lắp đặt 42,65 MWp, sản lượng điện hàng năm 68,4 triệu kWh, khởi công tháng 12/2018, khánh thành tháng 6/2019 . Nhà máy có diện tích thu năng 49,2 ha, đặt tại khu vực phía tây bãi xỉ của nhà máy Nhiệt điện Vĩnh Tân 2, cung cấp cho hệ thống điện quốc gia khoảng 68,4 triệu kWh mỗi năm.